# Голографія (підприємство)
Спеціалізоване підприємство «Голографія» (СП «Голографія») — українська компанія, що займається виробництвом оптичних захисних елементів. Підприємство є одним із засновників індустрії захищеного друку в Україні. Входить до складу консорціуму «ЄДАПС». Підприємство є членом Міжнародної Асоціації виробників голограм (IHMA), Міжнародного товариства оптичного інжинірингу (SPIE), Міжнародної конфедерації виробників захищеної поліграфічної продукції (INTERGRAF), Бюро розслідувань підробок при Міжнародній Торгово-промисловій палаті України.
За 10 років українські спеціалісти СП «Голографія» створили багато розробок в галузі прикладної оптики. Революційним проривом стала деметалізована голограма, яка за розподільною здатністю перевищує світові аналоги. Представники підприємства — постійні учасники міжнародних конференцій, присвячених голографії та захищеному друку (Holopack-Holoprint, INTERGRAF, Holoexpo та ін.). Також серед власних розробок СП «Голографія» — технологія виготовлення біграм, технологія biprint. Підприємство реалізує програми із захисту товарів та документів. Зокрема, виготовляє захисні оптичні елементи для українських акцизних марок, а також художні голограми — копії історичних та релігійних реліквій України. Художні голограми СП «Голографія» демонструються на численних міжнародних виставках, конференціях, симпозімуах. Радник СП «Голографія» — Сидоренко Юрій Григорович.

## Історія
СП «Голографія» засноване 2 лютого 2000 р. Засновники: Міжнародний центр «Інститут прикладної оптики» Національної академії наук України та ПАТ «Комерційний Індустріальний Банк». Виробничу діяльність підприємство розпочало в листопаді 2000 р. Урочисте відкриття СП «Голографія» відбулося 6 грудня 2000 р. за участю президента Національної академії наук України, академіка Бориса Євгеновича Патона.
- У 2001 р. СП «Голографія» отримало ліцензію СБУ на розробку, виготовлення, впровадження, ввезення та вивіз голографічних захисних елементів, призначених для державних потреб або створених на замовлення державних органів.

- Жовтень — грудень 2001 р. — сертифікована система управління якістю відповідно до міжнародних стандартів ISO 9001:2000 та ДСТУ 9001-2001.

- Квітень 2002 р. — в Україні впроваджений захист аудіовізуальної продукції за допомогою контрольних марок у вигляді голографічних захисних елементів.

- У серпні 2002 р. на підприємстві створено підрозділ з виробництва художніх голограм (декоративних 3-D голограм на склі).

- У листопаді 2002 р. підприємство випустило нову продукцію: прозору плівку з голографічним захистом (голографічний оверлей), якою почали захищати посвідчення співробітників МВС України.

- У березні 2004 р. СП «Голографія» ввійшло до складу консорціуму «ЄДАПС».

- У 2006 р. розпочато виробництво українських посвідчень водія та свідоцтво про реєстрацію транспортних засобів у вигляді пластикових карток. Документи захищені голографічним оверлеєм, виготовленим СП «Голографія». Протягом 2006 року СП «Голографія» разом з вченими НАН України успішно проводить випробування принципово нових голографічних захисних елементів з прихованими мітками для захисту акцизних марок на алкоголь та тютюн (у 2008 році нові марки були впроваджені, що негайно дало економічний ефект – виробництво підакцизної продукції збільшилося у 1,5 рази).

- У жовтні 2007 р. СП «Голографія» визнане найкращим підприємством поліграфічної галузі у Національному бізнес-рейтингу України за офіційною статистикою Держкомстату.

- З квітня 2008 р. — СП «Голографія», як учасник «ЄДАПС», постачає деметалізовані голограми для виробництва паспортів для виробів ювелірної марки De Beers.

- У жовтні 2008 р. Генеральна Асамблея INTERPOL затвердила консорціум «ЄДАПС» виробником електронних паспортів для своїх співробітників. Прийнято рішення, що паспорти будуть захищатися голограмами СП «Голографія».

- Весною 2010 р. американське товариство з боротьби з раковими захворюваннями та Всесвітній фонд щодо запобігання легеневих захворювань визнали Україну світовим лідером у боротьбі з незаконною торгівлею тютюновою продукцією, а технології українського консорціуму «ЄДАПС», зокрема СП «Голографія», найефективнішими[4].

## Продукція
СП «Голографія» виробляє та постачає унікальні голографічні захисні елементи в рамках державних програм з захисту документів суворої звітності, у тому числі акцизних марок.

## Сертифікація
СП «Голографія» має міжнародний сертифікат на систему управління якістю відповідно до вимог міжнародного стандарту ISO 9001:2000; сертифікат УкрСЕПРО на систему управління якістю підприємства відповідно до вимог національного стандарту ДСТУ ISO 9001:2001.